# Eduard Messer
Eduard ("Ward") Messer (Amsterdam, 9 juli 1917 – Maarssen, 14 november 2001) was een Nederlandse journalist. 
Hij was zoon van architect Eduard Pieter Messer en Teuntje van der Hoek. Zelf was hij getrouwd met Anna Ludmilla Grinbaum.
In de jaren zestig was hij hoofdredacteur en nadien ook directeur van het inmiddels verdwenen “rode” dagblad Het Vrije Volk. 
Messer was in de jaren dertig actief in het Comité van Waakzaamheid en trad, na het gymnasium en enkele jaren studie aan de Gemeentelijke Universiteit van Amsterdam, in 1939 in dienst van het Algemeen Handelsblad. Kort voordat daar in de zomer van 1941 een NSB'er als hoofdredacteur werd aangesteld, nam hij ontslag. Messer nam actief deel in het verzet en werd tweemaal opgepakt. Hij zat in de gevangenissen van Scheveningen en Utrecht. Messer was betrokken bij de illegale krant Het Parool en ging na de bevrijding aanvankelijk bij dit voormalige verzetsblad werken. Hij verruilde die krant echter al snel voor het sociaaldemocratische Het Vrije Volk, dat in het toenmalige verzuilde Nederland met name de spreekbuis was van de Partij van de Arbeid (PvdA). 
In 1948 kuurde en woonde Messer enige tijd in Davos vanwege tuberculose en schreef hij over de Zwitserse winters. Voor de krant doorkruiste hij het Midden-Oosten, waar hij in de jaren vijftig uitgebreide reisreportages verzorgde uit Egypte, Israël, Libië, Saoedi-Arabië, Tunesië en Turkije. Omdat hij de relatie tussen partij en krant te knellend vond, nam hij in 1959 ontslag als redactiechef van Het Vrije Volk. 
Samen met Eddy Alderse Baes, een van de oprichters van het Unesco Centrum Nederland in Amsterdam, startte hij "Press Projects" - een kantoor gespecialiseerd o.a. in het verzorgen van teksten/tijdschriften voor jubilerende bedrijven.
Messer trad al gauw in dienst van dagblad "Het Parool" waar hij in de directie werkzaam was. Hij hield zich daar ook bezig met de toenmalige
'Time Life' uitgaven die Het Parool toen in vertaalde vorm te koop aanbood.
Het verzoek van het Vrije Volk om weer aan het roer te gaan staan van deze krant en de reorganisatie ter hand te nemen heeft hem na veel overleg doen besluiten toch op 1 april 1968 opnieuw in dienst te treden als hoofdredacteur van uitgeverij De Arbeiderspers. Zijn voorganger en tegenpool Thijs van Veen voelde zich gedwongen om zich terug te trekken omdat een breuk met de traditioneel sociaaldemocratische geldschieters van het uitgeefconcern aanstaande was. Kort tevoren had het ledencongres van de PvdA besloten de banden met Het Vrije Volk definitief door te snijden en het partij- aandelenpakket van 50% over te dragen aan de vakbondsverzekeringsmaatschappij De Centrale, inmiddels onderdeel van SNS REAAL. Het was duidelijk dat de krant voor een periode van reorganisatie stond, waarbij in ieder geval het geld verslindende editiestelsel dat de progressieve boodschap tot in alle hoeken van Nederland moest uitdragen op de helling zou moeten. Messer gaf dus mede leiding en vorm aan deze reorganisatie waarbij honderden redacteuren, grafici en andere personeelsleden werden ontslagen en complete drukkerijen moesten worden gesloten. In de loop van 1970 werd duidelijk dat de bestaande landelijke verspreiding van de verlieslijdende krant ook definitief moest worden opgegeven. Nieuwe eigendomsverhoudingen, na de loskoppeling van PvdA en linkse vakbeweging, dwongen de gehavende krant tot verhuizing van de hoofdzetel van het Amsterdamse Hekelveld naar het 'rode bastion' Rotterdam. Daar begon het verplaatste Vrije Volk op 1 maart 1972 aan zijn laatste hoofdstuk, in een gewijzigde opzet onder Messers opvolger als hoofdredacteur Herman Wigbold. Eduard Messer, die inmiddels was benoemd tot directeur van Het Vrije Volk, trad in 1977 terug.
De latere decennia verbleef hij langdurig in Italië, een land waarop hij zeer gesteld was.
Behalve schrijver van artikelen is Messer ook auteur van enkele boeken. Ook verleende hij medewerking aan twee andere boeken. Hij schreef het voorwoord in het boekje "Penneprikjes" van Wim van Wieringen, uitgegeven in 1951 bij de Arbeiderspers. Een verzameling spotprentjes die dagelijks op de voorpagina van het Vrije Volk verschenen. Een troon van luipaardvel, Rondreis door het land van Koning Saoed, uitgegeven in 1958 bij de Arbeiderspers, Amsterdam. In de serie *Tijdgenoten van uitgever Broekman & de Meris N.V., Amsterdam verscheen rond 1960 "Dr. Willem Drees". Een beschrijving van het leven van Willem Drees als mens en politicus. Hiervoor bezocht hij regelmatig het woonhuis van Dr. Drees. In 1963 verscheen het A.P. (Arbeiderspers) Kijkboek 'Prentenboek van Amsterdam'.  Samen met de Amsterdamse heemkundige
A.M. van de Waal publiceerde hij een verzameling foto's uit vroeger tijden die het speciale karakter van Amsterdam laten zien. Messer verzorgde de begeleidende teksten. In 1964 verscheen bij ABC.BOEKEN AMSTERDAM Foei Amsterdam!. De geheimen van de hoofdstad voor de tweede maal ontsluierd, een verzameling verhalen over schandalen uit de 19e eeuw.
Ward Messer overleed op woensdag 14 november 2001, op 84-jarige leeftijd, in Maarssen. 